# Карапетян, Артак Спандаревич
Арта́к Спандаревич Карапетя́н (арм. Արտակ Կարապետյան; 7 сентября 1966, Ереван, Армянская ССР, СССР) — советский и армянский футболист. Играл на позиции полузащитника, ранее выступал в роли нападающего.

## Карьера
В юношестве играл за «Котайк» из Абовяна, а также за «Спартак» из Октемберяна. В 1983 году перешёл в главный клуб Армении — в «Арарат», за который в дебютный сезон провёл три матча. В 1988 году играл во Второй лиге за «Динамо» из Махачкалы, однако в 1989 году вернулся в Ереван, где в составе «Арарата» дошёл до полуфинала Кубка СССР. В 1992 году стал бронзовым призёром первого чемпионата Армении, после чего перешёл в ливанский клуб «Эль-Мадж».

## Достижения
«Арарат»
- Бронзовый призёр чемпионата Армении: 1992